# سلطان بن عبد الله بن عبد العزيز آل سعود
سلطان بن عبد الله بن عبد العزيز آل سعود‏ ( 1995 في الرياض - ) هو ابن عبد الله بن عبد العزيز آل سعود الذي كان سادس ملك للمملكة العربية السعودية ووالدته ملكة بنت سعود بن زيد الجربا الشمري.

## الحياة الشخصية والعائلية
ولد سلطان بن عبد الله بن عبد العزيز آل سعود في يناير 1995 في الرياض. وتولى والده عبد الله بن عبد العزيز آل سعود مقاليد الحُكم في 1 أغسطس 2005 بعد وفاة أخيه غير الشقيق الملك فهد بن عبد العزيز آل سعود، وتوفي في عام 2015 عن عمر يناهز 90 عامًا. ولسلطان 35 أخ وأخت، اثنان من نفس الأم ( سعد بن عبد الله بن عبد العزيز آل سعود، و سحاب بنت عبد الله بن عبد العزيز آل سعود).
أشاد سلطان بطفولته، معتقدًا أنه كان أفضل الأوقات التي عاشها على الإطلاق. ومع ذلك، يقول إنه يتمنى لو «غمرها كثيرًا.»

## المهنة
درس سلطان بن عبد الله بن عبد العزيز آل سعود من تعليمه المدرسي في الرياض، وتابع دراساته المبكرة في العلوم.[بحاجة لمصدر]
يدرس حاليًا القانون في جامعة الملك سعود، ويعمل أيضًا في مجال الأعمال التجارية الخاصة. وهو أيضًا مستشار للحكومة السعودية، وعضو مجلس إدارة مؤسسة الملك عبد الله، وهو المدير التنفيذي لشركة ألفا امتياز القابضة، حيث يدير عمليات الشركة اليومية.
سافر على نطاق واسع، وكان والده المعلم الرئيسي في حياته. على مدار حياته المهنية، شهد العديد من الأحداث السياسية الهامة، وأبرزها الانتقال السلمي للسلطة في المملكة العربية السعودية بعد وفاة والده.[بحاجة لمصدر]
التأثيرات الرئيسية لسلطان بن عبد الله في الحياة هي والده، الملك فيصل، الخليفة عمر بن الخطاب وجده الملك عبد العزيز بن عبد الرحمن آل سعود. كان لهؤلاء الرجال تأثير كبير على حياة الأمير والعالم العربي عمومًا.[بحاجة لمصدر]
على الرغم من دراسته وأعماله الروتينية، إلا أنه لوحظ كرياضي.[بحاجة لمصدر]

## حياته الشخصية
متزوج من لمى بنت منصور بن مشعل بن عبد العزيز آل سعود، وأنجبا:
- عبد الله بن سلطان بن عبد الله بن عبد العزيز آل سعود (مواليد أغسطس 2021).
- العنود بنت سلطان بن عبد الله بن عبد العزيز آل سعود (مواليد أغسطس 2021).

- مشعل بن سلطان بن عبد الله بن عبد العزيز آل سعود (مواليد 7 من يوليو 2024).